# Generalunternehmer
Der Generalunternehmer (GU) erbringt in der Regel sämtliche Bauleistungen für die Errichtung eines Bauwerkes. Das Bauwerk wird somit vom GU meistens schlüsselfertig erstellt (Schlüsselfertigbau). Diese Form des Bauvertrages als ein Typ des Werkvertrages wird als Generalunternehmervertrag bezeichnet.

## Überblick
Im Gegensatz zum Alleinunternehmer hat der Generalunternehmer mit dem Bauherrn vereinbart, dass er (Teil-)Leistungen weiter an Sub- oder Nachunternehmer vergeben darf. Dies ändert aber nichts an der Tatsache, dass der Generalunternehmer einziger Vertragspartner des Bauherrn ist und die volle Verantwortung für die Gesamtleistung zu tragen hat.
Der GU im engeren Sinne muss dabei zumindest einen Teil der Bauleistungen im eigenen Unternehmen erbringen. Die übrigen Leistungen kann er an Subunternehmer weitergeben. Nicht zum Umfang der GU-Leistung gehören hingegen Planungsleistungen.
Umgangssprachlich werden auch oft die folgenden Unternehmereinsatzformen als GU bezeichnet:
Soweit ein Unternehmer alle Leistungen vergibt und somit nichts im eigenen Betrieb erstellt, spricht man vom Generalübernehmer. Werden zusätzlich die Planungsleistungen übernommen, spricht man vom Totalunternehmer (mit Eigenleistung) oder Totalübernehmer (ohne Eigenleistung).
Bauleistungen werden beim Generalunternehmervertrag häufig funktional ausgeschrieben. Außerdem wird die Vergütung beim Generalunternehmervertrag regelmäßig pauschaliert.

## Teil-Generalunternehmer
Meistens wird beim Generalunternehmervertrag der Generalunternehmer mit der gesamten schlüsselfertigen Erstellung eines Bauwerkes beauftragt. Falls nur mehrere Gewerke an einen Generalunternehmer vergeben werden, spricht man auch vom Teil-Generalunternehmer. Ein Beispiel ist die Vergabe von Baukonstruktion sowie Dach und Fassade an einen Unternehmer. Auch die gesamte Haustechnik oder verschiedene Fassadengewerke werden häufig in Teil-Generalunternehmerverträgen gebündelt.

## Vorteile
Für den Bauherrn bietet der GU-Einsatz den Vorteil, dass er bzw. der von ihm beauftragte Planer die Koordination der einzelnen Gewerke nicht übernehmen muss. Auch bei Mängeln, die beim gewerksweisen Unternehmereinsatz nicht eindeutig zugeordnet werden können, braucht er sich nur an den GU zu wenden.

## Nachteile
Als Nachteil der Generalunternehmervergabe wird häufig ein höheres Preisniveau angegeben. Zweifellos benötigt der Generalunternehmer eine zusätzliche Vergütung für seine Koordinierungsleistungen. In der Regel wird der Generalunternehmer daher die Preise der von ihm beauftragten Subunternehmer durch einen so genannten GU-Zuschlag beaufschlagen. Häufig wird angegeben, dass der GU-Vertrag durch diesen Zuschlag zwischen 10 % und 15 % teurer wäre als die Vergütung, die sich aus der Summe aller Verträge an einzelne Unternehmer ergibt. Dem ist aber entgegenzuhalten, dass sich der Bauherr nicht unbeträchtliche Koordinierungsaufgaben erspart und Risiken (Terminrisiken, Koordinierungsrisiken, Schnittstellenrisiken) an den Generalunternehmer überträgt. Diese sind kostenmäßig zu bewerten. Außerdem ist zu beachten, dass der Generalunternehmer häufig eine größere Markterfahrung als der Auftraggeber (Bauherr) hat und daher im Allgemeinen solche Subunternehmen binden kann, die die Leistung kostengünstiger erstellen können. Dieser Einkaufsvorteil wird in der Regel an den Auftraggeber weitergereicht. Ob eine Generalunternehmervergabe den Bauherrn teurer oder billiger kommt, lässt sich nur projektspezifisch abschätzen.

## Unternehmer-Einsatzformen
Auch in anderen Wirtschaftszweigen spielen ähnliche Werk- oder Liefervertragskonstruktionen eine Rolle. Allgemein spricht man außerhalb des Baugewerbes von einem Hauptunternehmer, der einen Teil seiner gegenüber dem Auftraggeber oder Besteller zu erbringenden Werkleistung an Nach- oder Subunternehmer vergibt (etwa in der Transportbranche), oder von einem Hauptzulieferer, der Komponenten, Waren und Dienstleistungen, die er für die Erfüllung eines Auftrags benötigt, zum Teil von Unterlieferanten bezieht, die unter Umständen keine direkte Geschäftsbeziehung zum Besteller haben (etwa in der Automobilindustrie).